# Mount Faraday
Mount Faraday ist ein 1476 m hoher Berg an der Graham-Küste des Grahamlands auf der Antarktischen Halbinsel. Auf der Kiew-Halbinsel ragt er südsüdwestlich des Mount Nygren und 2 km nordöstlich des Mount Shackleton am Kopfende des Wiggins-Gletschers auf. Mit dem Mount Peary im Südosten ist er über einen langen schmalen Grat, der seinerseits einige niedrigere Gipfel aufweist, verbunden. Aus westlicher Blickrichtung erscheint er als markanter, dreiseitiger Gipfel. Der Berg bildet die südliche Begrenzung des Leay-Gletschers.
Das UK Antarctic Place-Names Committee benannte ihn 2011 nach dem britischen Physiker und Chemiker Michael Faraday (1791–1867).